# Anna Vittoria Dolara

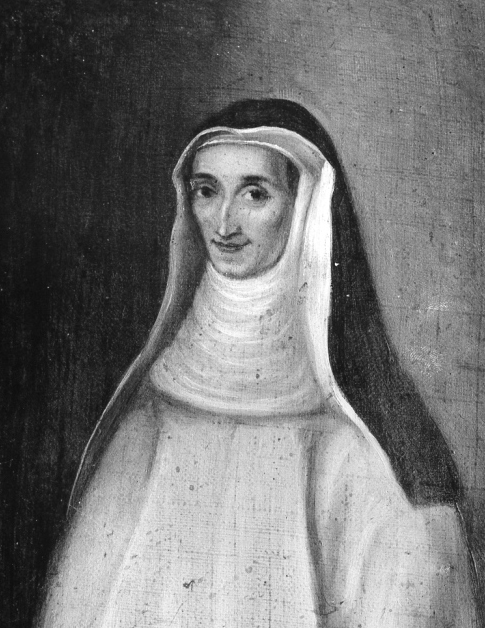
Selbstbildnis von Anna Vittoria Dolara

Anna Vittoria Dolara (* 1754 in Rom; † 11. Januar 1827 ebenda) war eine italienische Ordensschwester und Miniaturmalerin.

## Leben
Nach einer Ausbildung im Dominikanerinnenkloster S. Caterina da Siena a Magnanapoli auf dem Quirinal in Rom wurde sie dort Novizin und trat in den Orden ein.
Sie verbrachte fast ihr ganzes Leben in diesem Kloster, erlernte dort die Miniaturenmalerei und wurde darin Meisterin.
Offensichtlich hatte sie auch beachtliche administrative Fähigkeiten denn sie wurde zur Oberin des Klosters gewählt.
Höhepunkte ihrer künstlerischen Karriere waren Porträts der Päpste Pius VII. und Leo XII. Auch von der Großherzogin der Toskana ist eine Miniatur bekannt. Unter dem Pseudonym Florinda Carisi wurde Dolara als Mitglied der Accademia dell’Arcadia  aufgenommen.
Die Französische Revolution brachte die bisher von allen Reformen verschonten römischen Klöster in wirtschaftliche Bedrängnis. Dolara konnte durch die Produktion und den Verkauf von Miniaturen den Lebensunterhalt des Klosters sichern. 
Im Alter von 73 Jahren starb Anna Vittoria Dolara am 11. Januar 1827 in Rom.
Aufgrund eines Schreibfehlers in einem noch unbekannten Werk kursiert auch der falsche Name Dolgara.